# Carl Raab (militär)
Carl Raab (den äldre), född 14 juni 1659 i Stockholm, död 1 mars 1724 i Karlskrona, var en svensk kommendör och sjöhjälte. 
Raab var son till löjtnanten och drabanten Axel Raab och dennes fru Françoise de la Moen. Han gifte sig 1680 med Ursilia Witzell, dotter till Åke Witzell. Han blev naturaliserad svensk adelsman 13 november 1719 (adliga ätten nr 1586). Han ligger begravd i Torsås kyrka. 
1713, under en kryssning med de tre skeppen Ösel, Estland och Verden, blev han den 11 juli klockan 3 på morgonen vid Hogland anfallen av 13 större och mindre ryska örlogsskepp samt en brigantin, men lyckades under en häftig ömsesidig eld, som pågick till klockan 8 på kvällen undkomma oskadd bakom Mjölön, medan ett par av fiendens fartyg genast bragtes ur stridbart skick och två av dess största skepp och flaggmän fastnade på en sandbank. På samma bank hade Raab grundstött med Ösel, men han lät inte bärga något segel på skeppet, varför fienden inte fick någon varning för faran. Det svenska fartyget var emellertid mindre än det ryska, och kom därför snart loss från banken.